# 葉戈里耶夫斯克區 (阿爾泰邊疆區)

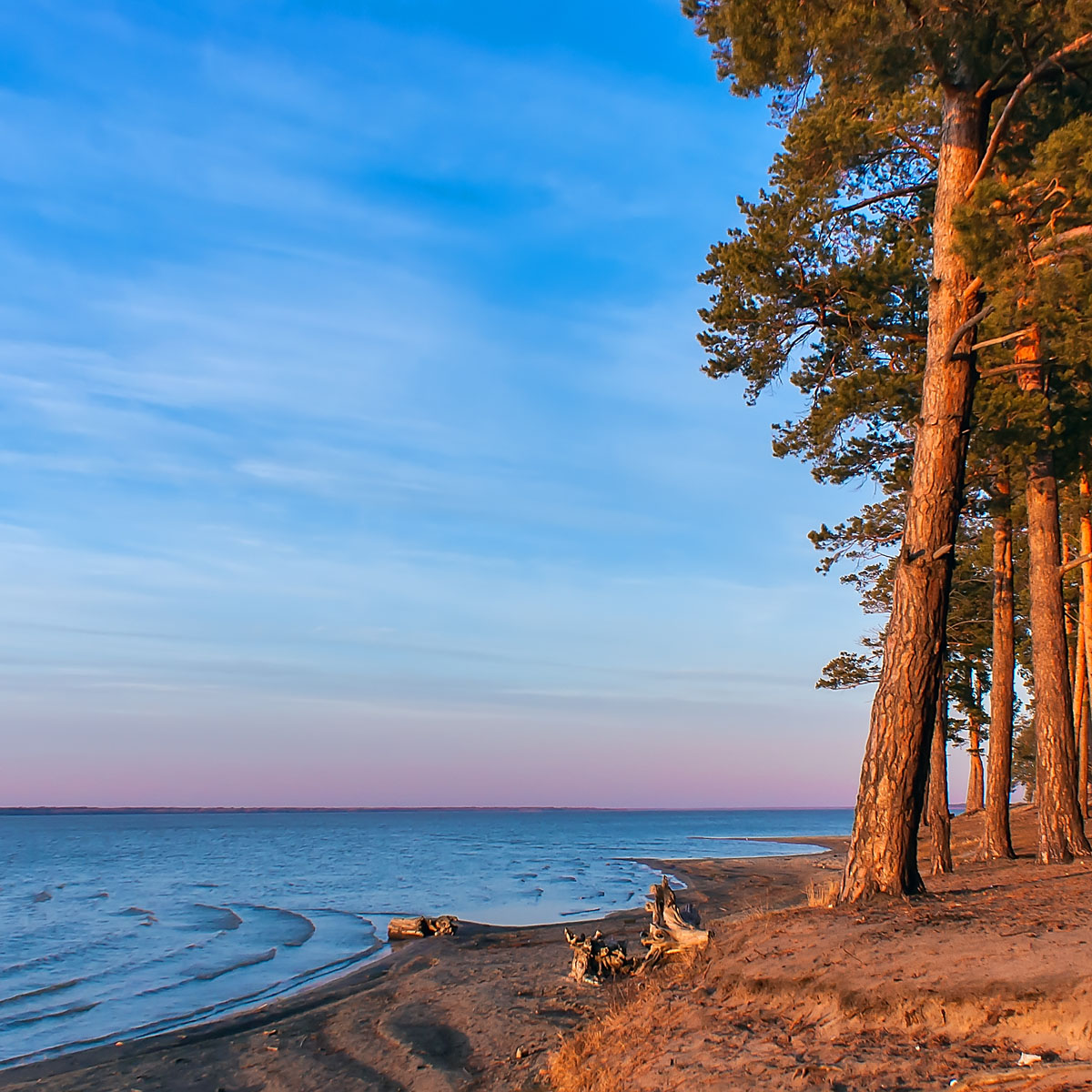

51°46′N 80°52′E / 51.767°N 80.867°E
葉戈里耶夫斯克區（俄语：Егорьевский район），是俄羅斯的一個區，位於該國南部，由阿爾泰邊疆區負責管轄，面積2,500平方公里，2010年人口14,170，人口密度每平方公里5.67人。